# Bulbostylis leucostachya
Bulbostylis leucostachya är en halvgräsart som först beskrevs av Carl Sigismund Kunth, och fick sitt nu gällande namn av Carl Sigismund Kunth. Bulbostylis leucostachya ingår i släktet Bulbostylis och familjen halvgräs. Inga underarter finns listade i Catalogue of Life.